# Milada Horáková
Milada Horáková (Praga, então Áustria-Hungria, 25 de dezembro de 1901 - Praga, então Checoslováquia, 27 de junho de 1950) foi uma política checa executada pelo Partido Comunista da Checoslováquia sob acusação de conspiração e traição.

## Biografia
Nascida Milada Králová em Praga, estudou Direito na Universidade Carolina. Graduada em 1926, trabalhou no Município de Praga. No ano da graduação entrou para o Partido Nacional Social Checo, que apesar do nome era um feroz opositor do nazismo. Após a ocupação alemã da Checoslováquia em 1939, juntou-se ao movimento de resistência, mas foi presa pela Gestapo em 1940. Foi condenada à morte, mas a sentença foi comutada para prisão perpétua e Horáková foi enviada para o campo de concentração de Theresienstadt e depois para várias prisões na Alemanha.
Com a libertação em maio de 1945, regressou a Praga e ao seu partido político. Foi eleita deputada, e permaneceu no cargo até ao golpe comunista em fevereiro de 1948, quando abdicou. Mesmo avisada pelos amigos a deixar a Checoslováqioa, permaneceu no país e de forma politicamente ativa. Em 27 de setembro de 1949 foi presa e acusada de ser líder de um alegado golpe para depor o regime comunista.
A StB, a polícia secreta checoslovaca, famosa pelos brutais métodos de interrogação, tentou quebrar o grupo de alegados conspiradores e forçou-os a confessar atos de traição e conspiração usando tortura física e psicológica.

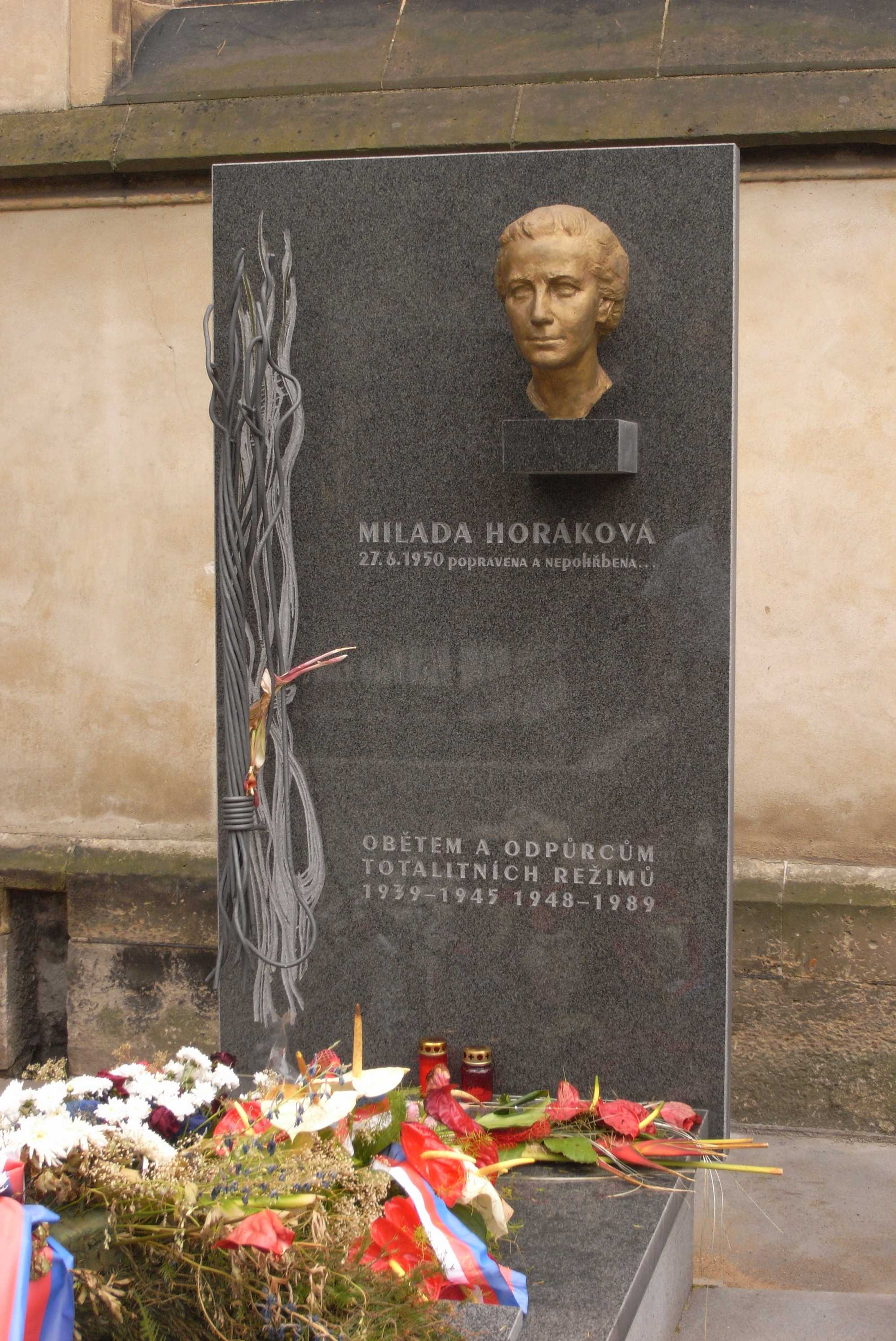
Milada Horáková, túmulo.

O seu julgamento, conjunto com mais doze colegas, iniciou-se em 31 de maio de 1950. O regime pretendia ser apenas uma farsa judicial como as Grandes Purgas da União Soviética na década de 1930, radiodifundida e supervisionada por conselheiros soviéticos. O julgamento tinha um guião que todos deveriam seguir, mas por várias vezes a acusação de Ludmila Brožová-Polednová e a acusada deixaram escapar os seus verdadeiros sentimentos.  Horáková defendeu-se corajosamente e aos seus ideais, mesmo sabendo que tal defesa só poderia piorar o resultado do próprio julgamento. O acusador pelo estado era o Dr. Josef Urválek.

Milada Horáková em julgamento

Milada Horáková  foi condenada à morte com mais três dos seus colegas julgados em 8 de junho de 1950. Muitas personalidades famosas, incluindo Albert Einstein, Winston Churchill e Eleanor Roosevelt, pediram a comutação de sua pena, porém apesar disso a sentença foi executada, sendo Milada enforcada na Prisão de Pankrác em 27 de junho de 1950, aos 48 anos de idade.
Suas últimas palavras relatadas foram (em tradução): "Perdi essa luta, mas eu sigo com honra. Eu amo este país, eu amo essa nação, luto por seu bem-estar. Parto sem rancor para você. Desejo-lhe, desejo-lhe ...".

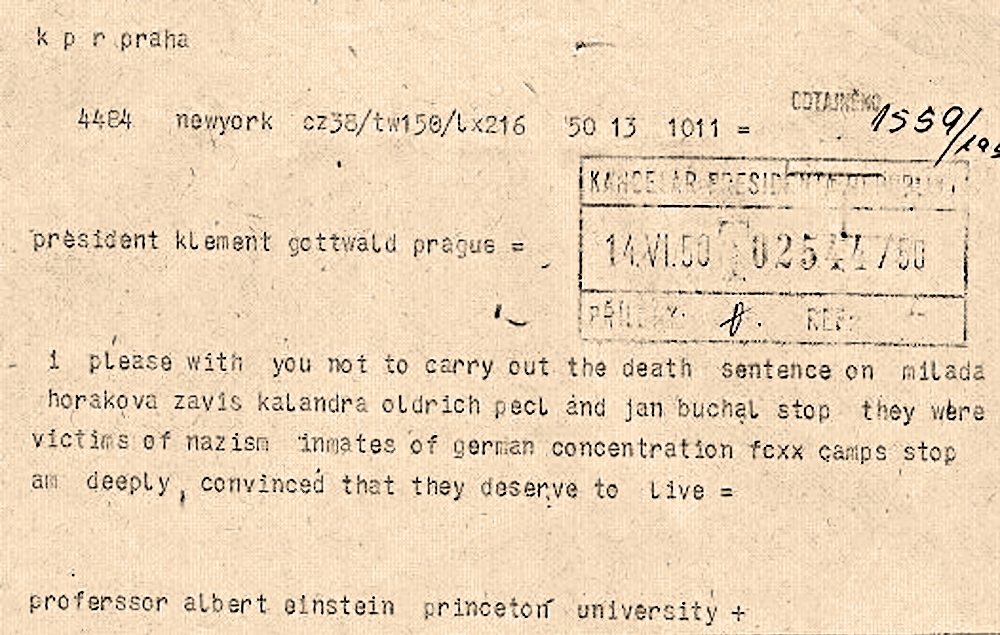
Telegrama de Albert Einstein apelando para a clemência da acusada

Em 2005, a versão não-censurada do registo original do julgamento foi encontrada pelo cineasta Martin Vadas.

## Cinema
Em 2 de novembro de 2017 foi lançado o filme "Milada", produzido na Tchéquia, dirigido por David Mrnka e atualmente em exibição pela Netflix.

## Outros acusados
- Jan Buchal (1913–1950), oficial da segurança do estado (executado)
- Vojtěch Dundr (1879–1957), ex-secretário do Partido Social Democrático Checo (condenado a 15 anos)
- Dr. Jiří Hejda (1895–1985), antigo empresário (prisão perpétua)
- Dr. Bedřich Hostička (1914–1996), secretário do Partido Popular Checoslovaco (condenado a 28 anos)
- Záviš Kalandra (1902–1950), jornalista (executado)
- Antonie Kleinerová (1901–1996), ex-deputado pelo Partido Nacional Social Checo (prisão perpétua)
- Dr. Jiří Křížek (1895–1970), advogado (condenado a 22 anos)
- Dr. Josef Nestával (1900–1976), gestor (prisão perpétua)
- Dr. Oldřich Pecl (1903–1950), ex-dono de mina (executado)
- Professor Dr. Zdeněk Peška (1900–1970), professor universitário (condenado a 25 anos)
- František Přeučil (1907–1996), editor (prisão perpétua)
- Františka Zemínová (1882–1962), editor ex-deputado pelo Partido Nacional Social Checo (condenado a 20 anos)

O veredicto foi anulado em junho de 1968 durante a Primavera de Praga, mas a posterior ocupação soviética da Checoslováquia não trouxe a reabilitação de Horáková, que teve de esperar pela Revolução de Veludo de 1989. O dia 27 de junho, data da sua execução, foi declarado "Dia comemorativo das vítimas do regime comunista" na República Checa em 2004. Uma grande rua em Praga possui o seu nome desde 1990.
Em 11 de setembro de 2008, Ludmila Brožová-Polednová, a acusadora no julgamento de Horáková, foi condenada a 6 anos de prisão, 58 anos após o seu crime, e aos 87 anos.